# Barcos de Nemi
Los barcos de Nemi (en italiano: Navi di Nemi) fueron dos barcos ceremoniales muy elaborados, de 70 metros de longitud, que formaban parte de una villa imperial romana de Calígula (37-41 d. C.) situada a orillas del lago de Nemi, a unos veinticuatro kilómetros al sur de Roma, en los Montes Albanos en Italia. Hundidos en el lecho del lago durante casi dos mil años, en 1929 fueron recuperados por el gobierno fascista de Benito Mussolini. 
La mayor parte de la estructura se perdió tras un incendio en 1944, tras el bombardeo por parte de los Aliados durante la Segunda Guerra Mundial. 
El descubrimiento supuso el mayor hallazgo de arqueología de este tipo hasta la fecha, y una de las contribuciones más importantes para mejorar el conocimiento de la técnica de la armada romana, ya que se pensaba que se había desarrollado de manera más tardía.
En la actualidad hay una réplica de la primera nave en escala real en el Museo de los Barcos Romanos (Museo delle Navi Romane) de Nemi, junto a distintos objetos y partes recuperados de los barcos originales. En el Palazzo Massimo, en Roma hay una sala dedicada a los pecios donde se conservan algunas de las piezas de bronce rescatadas más impresionantes, como una cabeza de Medusa de gran calidad.

## Localización

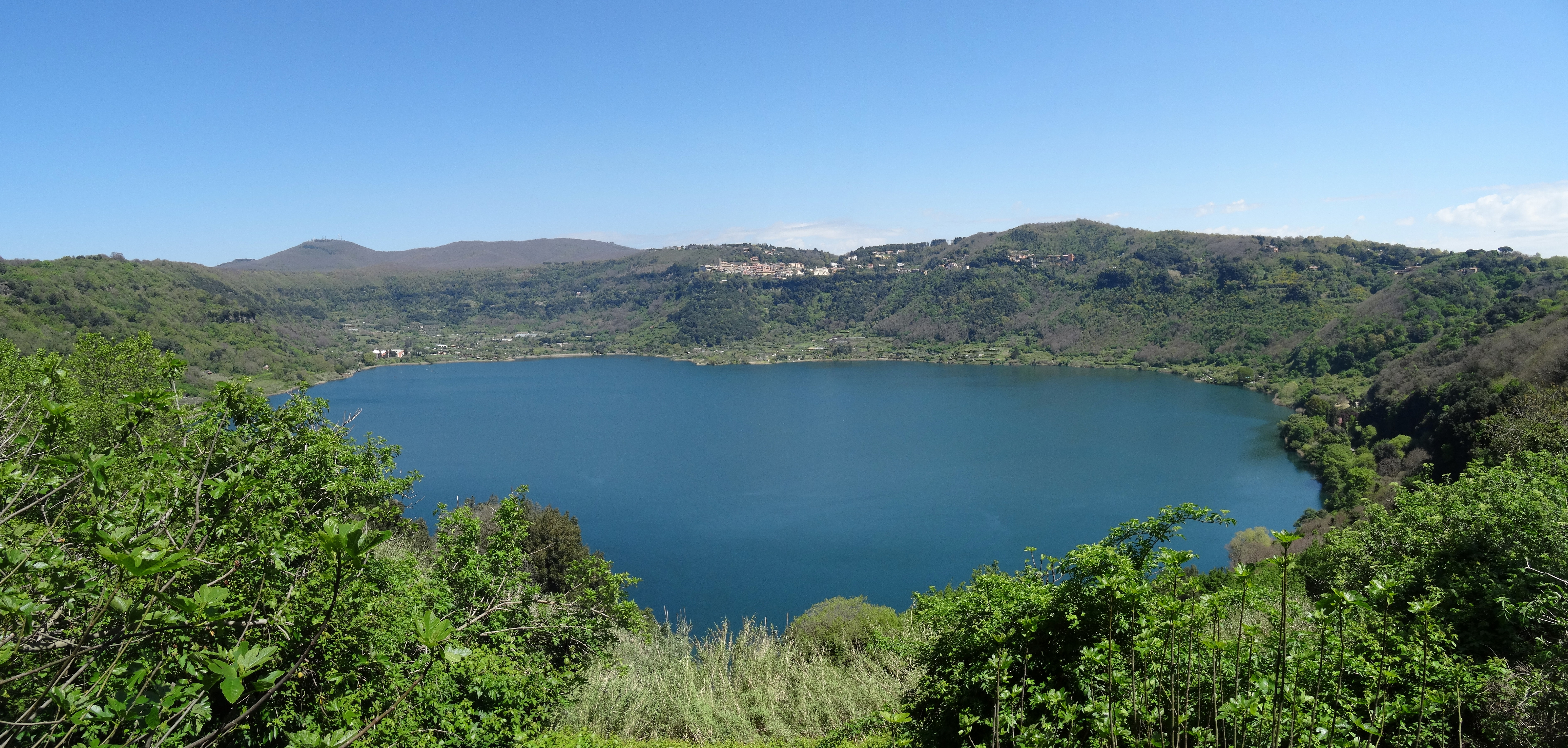
Panorámica del pequeño lago de Nemi.

El lago Nemi (en italiano: Lago di Nemi, en latín: Nemorensis Lacus) es un pequeño lago al ser de origen una caldera volcánica circular, en la región de Lacio a 30 km (19 millas) al sur de Roma. Tiene una superficie de 1,67 km², un poco más de  167 hectáreas, y una profundidad máxima de 33 metros. 
El lugar contaba con dos importantes características, el lago se encontraba relativamente cerca de la capital, Roma, y tenía un carácter sagrado, ningún barco podía navegar en él según Plinio el Joven (Litterae VIII-20) salvo por razones religiosas, pues estaba dedicado a Diana Nemorensis, una diosa sincrética entre la Diana latina (asimilada de la Artemisa helénica) y la egipcia Isis. Por ello, las ciudades que estaban en el entorno del lago, como Genzano o Ariccia (Nemi, la ciudad que da nombre al lago en la actualidad, no existía en época romana), rendían culto a Diana Nemorensis, cuyo templo se ubicaba también cerca, rodeado por un bosque sagrado y dirigido por un sacerdote conocido como Rex Nemorensis. Estrabón, en su Geografía, habla de una tradición bárbara importada por la que, quien quisiera acceder a ese cargo sacerdotal debía matar previamente al Rex Nemorensis titular, de ahí que este siempre fuera armado. Suetonio, en Vida de los doce césares, acusa a Calígula de aceptar esa costumbre no foránea. El culto oriental de la diosa egipcia Isis, cuyo culto fue prohibido por Augusto dentro de la ciudad de Roma, de la que se destruyeron templos, era querida y adulada por Cayo Calígula. Además también daba apoyo al de la diosa Diana Nemorensis.  
También, a mitad de agosto, el lago acogía la celebración del festival religioso llamado Nemoralia, donde según la descripción de Ovidio, desde Roma portaban antorchas en una procesión para colocarlas en la orilla y luego arrojar guirnaldas de flores, exvotos y frutas al agua desde barcas. Era una festividad que eximía de trabajo incluso a los esclavos y que posteriormente el cristianismo asimiló al Día de la Asunción. 
Además de ser un lugar relativamente cercano a la capital, de tener un significado religioso, también era atractivo para los romanos más ricos por la tranquilidad de la región y tener un microclima con temperatura estival más fresca que en Roma gracias a la forma de cráter. Esto atraía a muchos patricios a residir en verano a orillas del lago. Y en verano también se producía un fenómeno muy característico que es observar la luna llena de manera muy clara en la plana superficie del agua, algo que también reconocieron después ilustres visitantes como Goethe o Lord Byron. Este suceso daba nombre popular al lago como Speculum Dianae, es decir, Espejo de Diana, ya que se le asociaba con la Luna. Allí Diana contaba con uno de los templos más importantes de la época en el mismo lugar, conectado por las calzadas romanas de la vía Virbia a la vía Apia que unían Roma y Brindisi.

## Descripción de los barcos

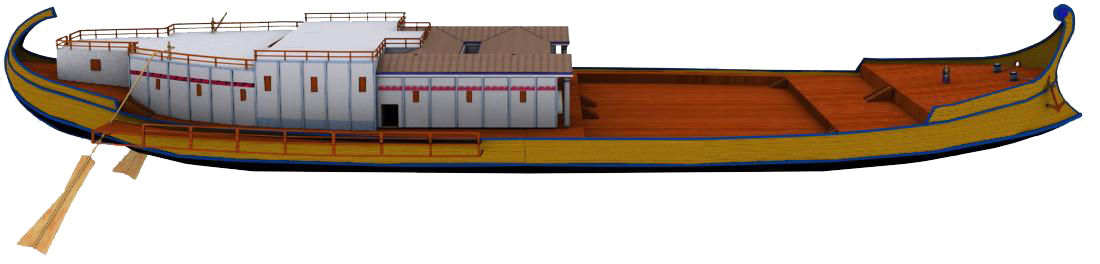
Reconstrucción virtual propuesta de la prima nave, primer barco.

En la antigüedad helenística y romana no existían prácticamente los barcos de pasajeros y los recreativos estaban asociados a soberanos o clases altas. Marco Antonio y Cleopatra, Domiciano o Trajano tuvieron auténticos palacios flotantes. Las dos embarcaciones de Calígula se construyeron siguiendo el modelo de Vitruvio, un sistema estandarizado para forrar de plomo el casco. 

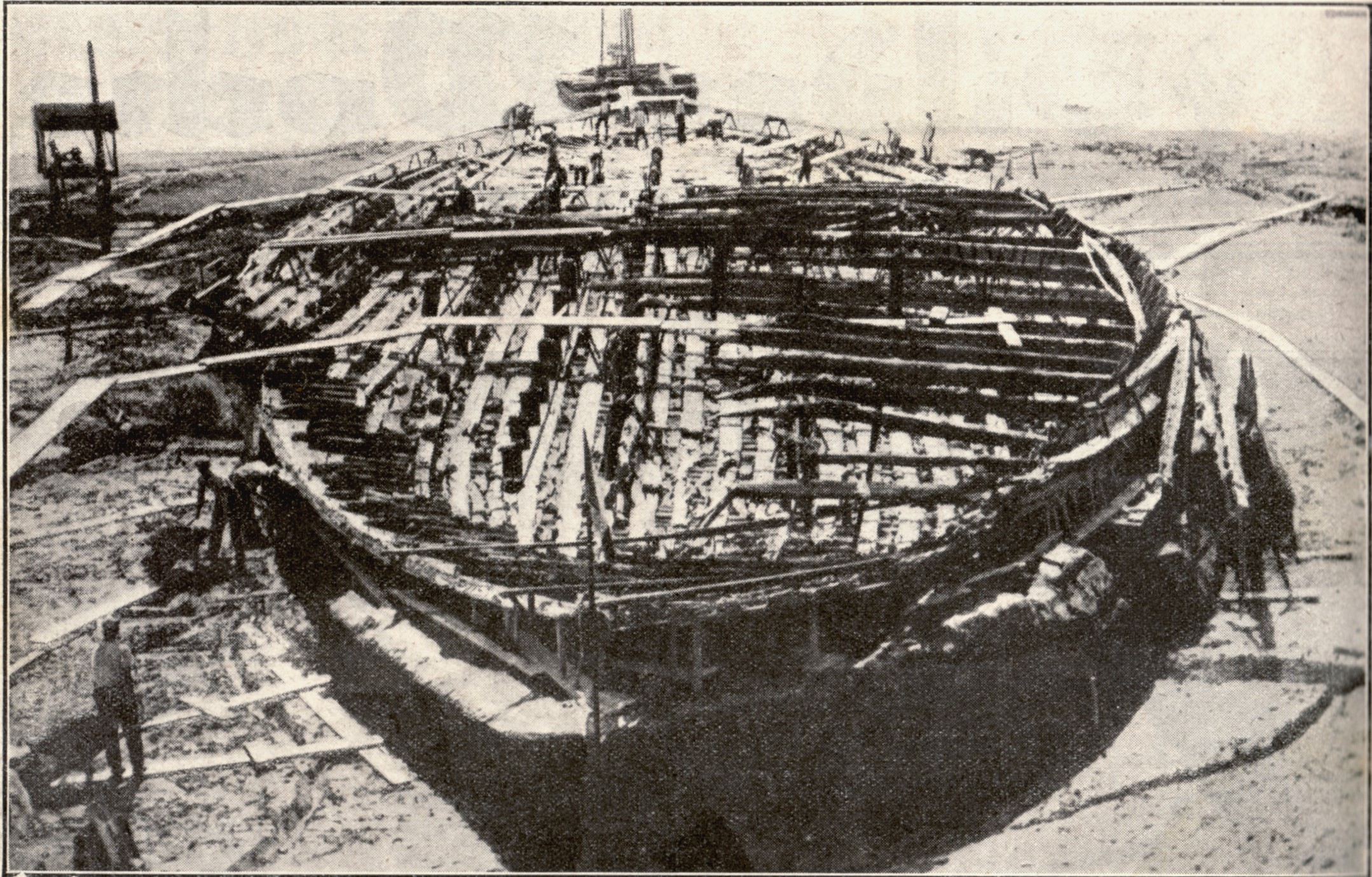
Foto del casco del barco más grande. En la foto aparecen los trabajos de restauración iniciados.

Los dos barcos de Nemi, aunque similares en tamaño, tenían funciones diferentes. Las dimensiones superaban a cualquier barco de madera conocido en Europa hasta el siglo XVIII. Las carabelas de Colón no alcanzaban los veinte metros de eslora y la Santísima Trinidad de 1769 tenía 63 metros de eslora, aún inferior. Solo con la construcción del SS Great Western en 1838 y con 71,5 metros de eslora, se alcanzó las dimensiones de los barcos de Nemi. Solo habrían sido superados por el almirante Zheng He (1371-1433) y su flota de excepcionales barcos del tesoro, supuestamente con unos increíbles 137 metros de eslora por 55 de manga, lo que los convertiría en los buques de madera más grandes jamás construidos. Esto está prácticamente en el límite impuesto por la ingeniería y los habría hecho muy inestables y difíciles de maniobrar, algunos estudiosos los sitúan en unos probables y más verosímiles 68-75 m.
- La primera nave, denominada prima nave, era un barco construido para servir como templo dedicado a la diosa Diana Nemorensis. En este barco se hallaron objetos sagrados, como un sistro. Tenía un tamaño aproximado de 70 metros de eslora y 20 de manga. Era a diferencia de lo habitual, más ancho a popa, probablemente porque era la base principal para mantener dos edificios a cada borda conectados. Carecía de grandes remos por lo que se deduce que necesitaba ser remolcada para desplazarse.

- La segunda nave, seconda nave, era el mayor barco y básicamente un palacio flotante muy lujoso. Decorado con elementos diseñados en mármol, objetos de bronce, pisos con suelos de mosaico, edificios a proa y popa, un sistema de calefacción y termas entre otros elementos exclusivos. El segundo barco (nave seconda) utilizaba grandes remos de más de 11 metros de longitud manejados desde una estructura exterior del casco. Se puede deducir a partir de las características de vigas, cuadernas además del lastre, que imitaba la disposición de los santuarios dedicados a Isis. Con unos 73 metros de eslora y 24 de manga, el principal propósito parece ser que fue el de satisfacer el narcisisismo o la megalomanía de Calígula. Posiblemente sirvieran como inspiración otras naves gigantes de la Antigüedad como el Siracusia, diseñado por Arquímedes para el tirano Hierón II de la Antigua Grecia o el Tessarakontera, el polirreme de casco doble tipo catamarán de colosales dimensiones de Ptolomeo IV del Egipto Ptolemaico.

[Calígula] Construyó también naves libúrnicas de diez filas de remos con popas recamadas de piedras preciosas, con velas de varios colores, con mucho espacio para termas, pórticos y triclinios, e incluso con gran variedad de vides y de árboles frutales, para recorrer las costas de Campania, banqueteando en pleno día entre danzas y conciertos.
Suetonio

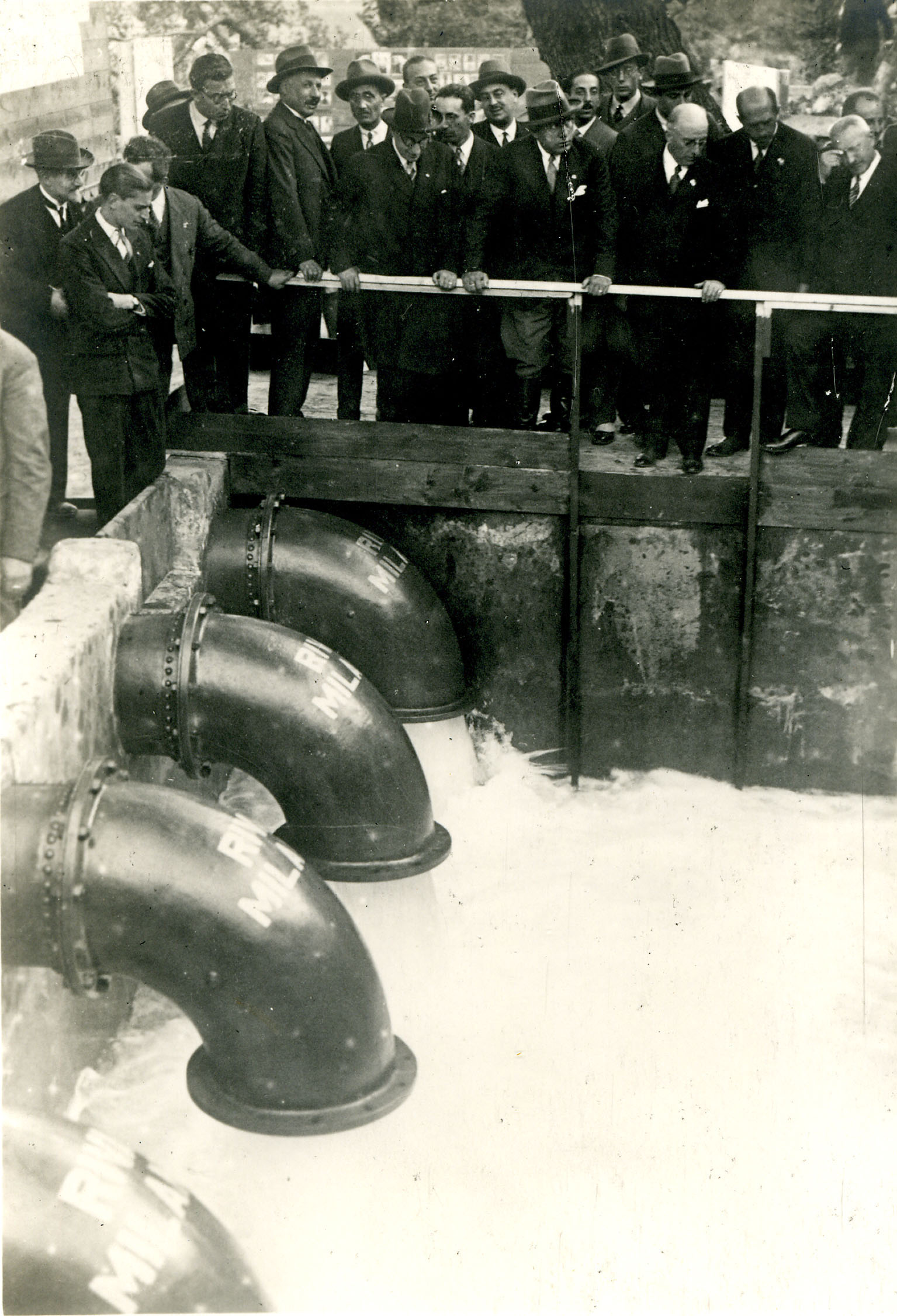
20 de octubre de 1928. En el centro, Benito Mussolini, apoyado y con sombrero, rodeado de otras personalidades, observa el sistema de drenaje suministrado por la empresa Costruzioni Meccaniche Riva, de Milán, para el vaciado del lago.

Estaban equipados con bombas de achique, las más antiguas encontradas hasta la fecha, y un sistema de fontanería que proporcionaba agua caliente para los baños y fría para las fuentes. Sobre cubierta llevaban plataformas giratorias -quizás para exhibir estatuas o para facilitar el trabajo a grúas que cargaban los suministros- que funcionaban mediante cojinetes de bolas, algo sorprendente para los arqueólogos porque se pensaba que ese sistema no se empezó a usar hasta el Renacimiento. Otra novedad fue el uso de anclas con duelas de hierro en vez de las más habituales de madera -hasta entonces las habituales- y con un diseño similar al moderno que se adoptaría de forma generalizada en el siglo XIX. Bien es cierto que luego se encontrarían modelos similares en Pompeya y otros sitios, demostrando que los romanos usaron ese tipo de ancla habitualmente. 
La bibliografía del siglo XV indica que se hizo una tercera embarcación, aún no encontrada. Los barcos posiblemente fueron lastrados y hundidos a propósito después del asesinato de Calígula con 29 años por la Guardia Pretoriana, en el año 41 d. C. Una parte del senado había sido vejada por el emperador, así que tras su muerte una mayoría del Senado romano aprobó la damnatio memoriae o condena de la memoria, es decir destruir y olvidar todo vestigio del emperador por no ser digno.

## Descubrimiento y estudio
Tras su destrucción, los barcos de Nemi no volvieron a mencionarse en las fuentes clásicas. Sin embargo, de vez en cuando los pescadores locales sacaban a la superficie objetos antiguos enredados entre sus redes, y ello alimentó una leyenda popular sobre la existencia de barcos de dimensiones colosales en el fondo del lago.  
Es en 1446 cuando el cardenal Próspero Colonna, propietario del territorio de Nemi y Genzano, quiso comprobar si era cierto. Para ello contrató para la investigación al humanista e ingeniero León Battista Alberti, quien utilizó para explorar el fondo del lago barriles vacíos y buceadores profesionales de Génova especialistas en trabajos submarinos llamados marangoni. Al sumergirse vieron un único barco romano enorme que pensaron sería obra de Tibero o Trajano. Para tratar de reflotarlo, se utilizó una plataforma flotante para disponer de máquinas con ganchos para elevar los restos. No resultó por la difícil profundidad para la época, de hasta 18 metros. Sólo se logró arrancar una parte del casco del barco, que terminó expuesta durante años en Roma. 
En 1535, el duque Alejandro de Médici pidió a Francesco de Marchi explorar el lago. Este el 15 de julio consiguió sumergirse en el lago durante una hora con una campana de buceo que le cubría el busto y la cabeza, inventada por Guglielmo di Lorena, basada en un diseño de Leonardo da Vinci. Logró dar los restos de un barco que definió como de 140 metros de largo, 70 de ancho y 8 metros de altura. Su casco estaba cubierto de una coraza de placas de plomo superpuestas y adornadas con figuras en bronce, en su mayoría cabezas de león mordiendo anillas, seguramente como sistema para atar el barco a la orilla, entre otros restos y objetos. Los que consiguió extraer fueron almacenados en la biblioteca del Vaticano. Dejó constancia de su experiencia en su obra Sobre arquitectura militar (1599). 
Con el advenimiento de la unificación italiana, en 1827,y poco después de que se inventara el diseño de la campana de buceo de Edmund Halley, Annesio Fusconi bajó al lecho marino en una campana mejorada, con capacidad para ocho buzos y movida desde la superficie por cinco grúas. Durante los veinte días que estuvieron, descubrieron que la enorme nave era en realidad dos barcos hundidos continuos.

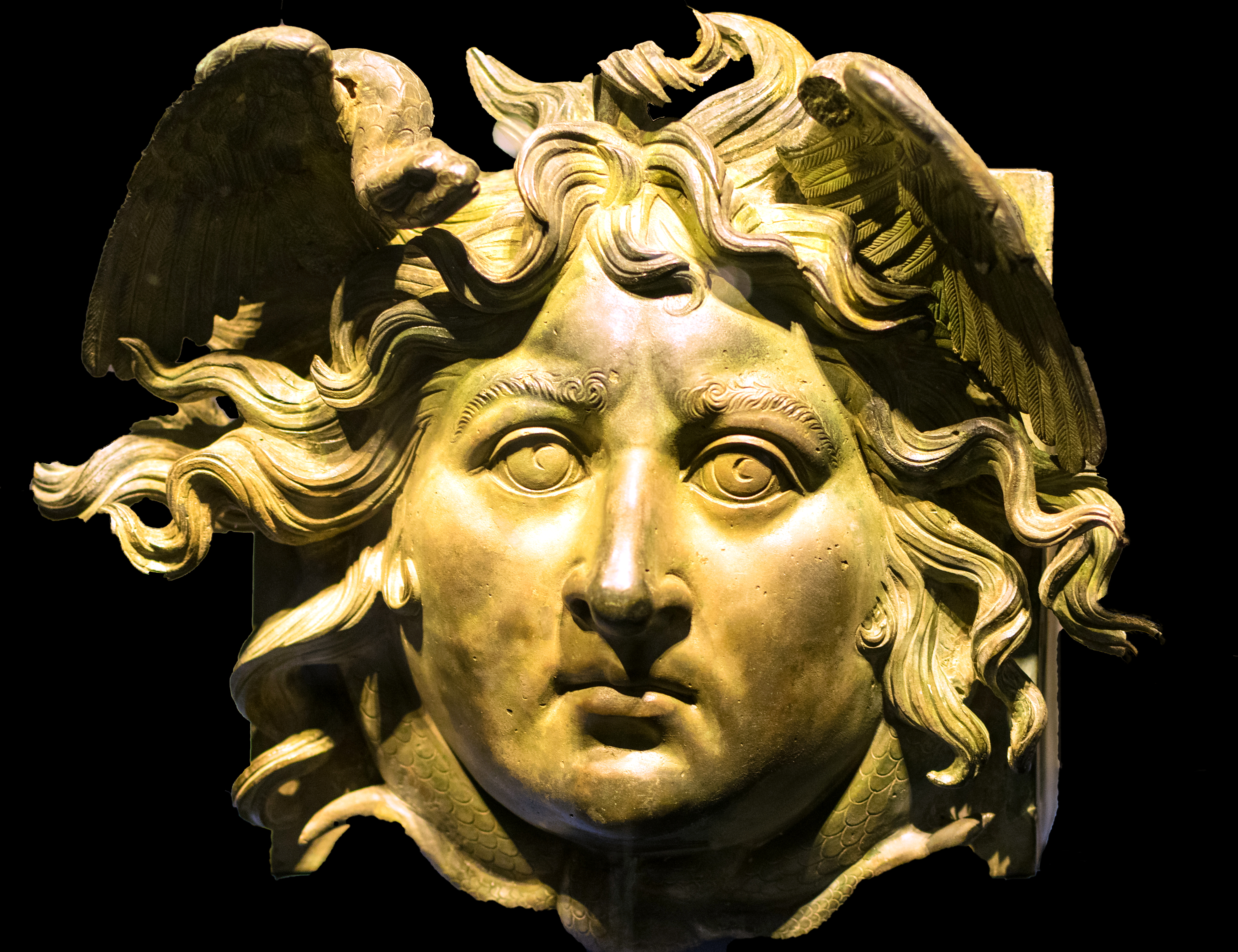
Adorno apotropaico, Gorgoneion, en forma de cabeza de Medusa.
Originalmente estaba unida a la cabeza de una viga de madera. El objeto fue rescatado del lago Nemi en 1895 por Eliseo Borghi y está expuesta en el Palazzo Massimo de Roma.

En 1895, el gobierno del Reino de Italia llegó a un acuerdo con la familia Orsini -propietaria del lago- para explorar el fondo del lago mediante buzos y pudieron comprobar la posición del barco. La popa estaba sumergida a siete metros de profundidad, mientras que la proa es encontraba a 14 metros. Aunque hasta entonces no se tenía certeza del dueño, se asociaba al emperador Tiberio, sin embargo se encontraron objetos de plomo con el nombre de Calígula grabado. Muchos hallazgos encontrados fueron adquiridos por el Museo Nacional Romano, pero otros terminaron en manos de coleccionistas privados. Debido al estado delicado de las estructuras de los dos barcos, los expertos propusieron como única solución para rescatar los barcos enteros, desecar el lago temporalmente y de manera limitada.
En 1926, con la llegada del fascismo de Benito Mussolini en Italia y la exaltación de todo lo relacionado con la antigua Roma, la recuperación de los pecios hundidos se volvió una prioridad. Para ello, el senador e historiador Corrado Ricci fue nombrado presidente de una comisión de estudio que adoptó la propuesta del ingeniero militar Vittorio Malfatti realizada treinta años atrás. Este consistía en vaciar parcialmente el lago creando un canal que lo unía con el mar, para así excavar los barcos y extraerlos de manera segura. En 1927, Guido Ucelli, director de una compañía de Milán de bombas y turbinas hidráulicas, prestó los instrumentos necesarios para aspirar el agua del lago. Para ello se utilizó un conducto subterráneo de 1650 metros utilizado en época romana para regular el nivel de las aguas y proteger así el santuario de la diosa Diana. En 1928 se inició el drenaje y recuperación de los barcos, operación que duraría hasta 1932, recuperando primero el casco de la primera embarcación.

Eran palacios rodeados de logias, con triclinios, habitaciones donde dormir, capillas para el culto, ninfeos, jardines: todo ricamente decorado con mármoles preciosos, metales, marfil, (...) madera perfumada, esculturas, con velas de lino fino, pabellones de púrpura, telas doradas en las paredes
Corrado Ricci (Figuras y fantasmas, 1931)

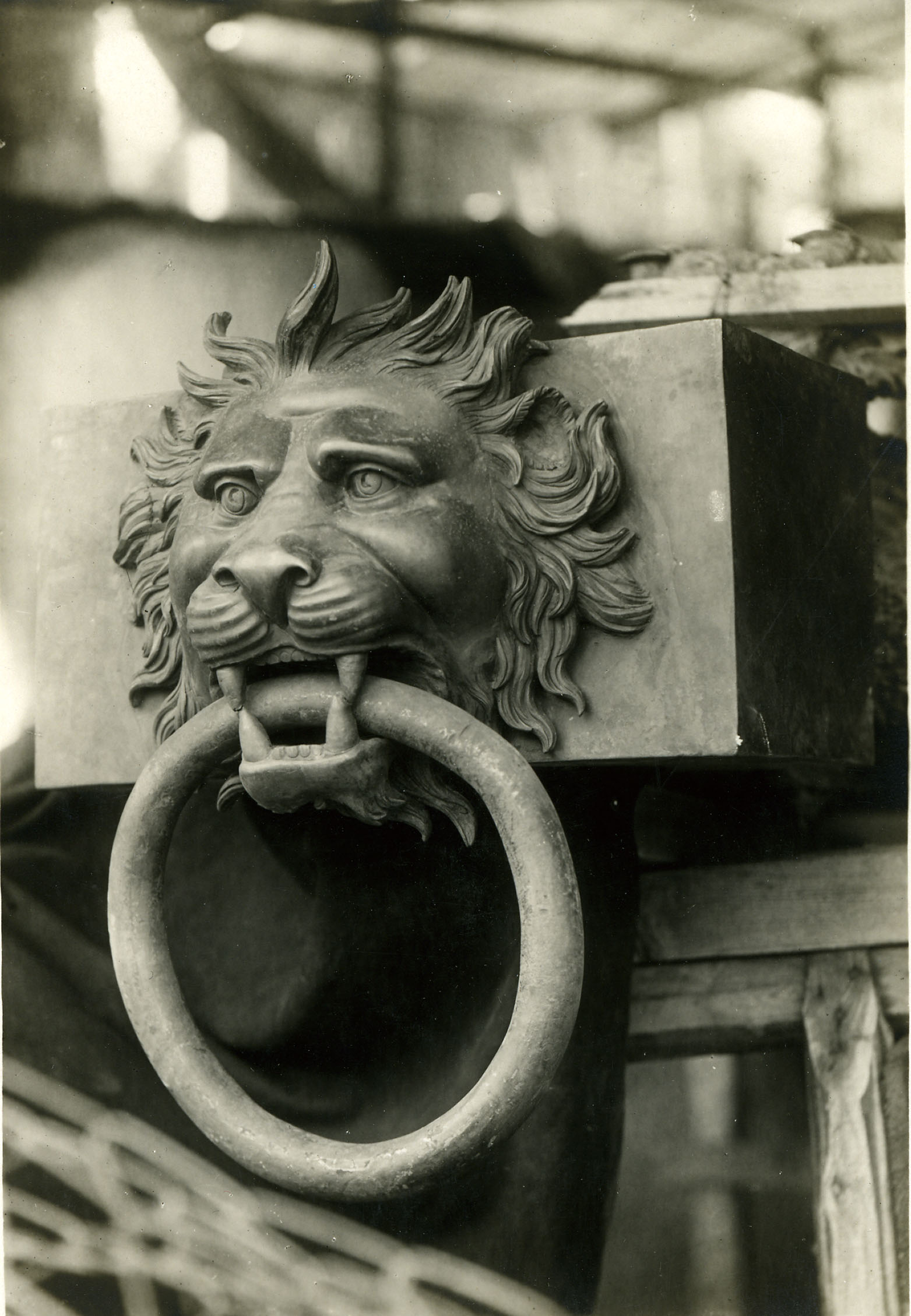
Decoración en bronce de una de las vigas de un navío de Nemi, que representa una cabeza de león sujetando un anillo entre sus dientes.

A la vez que continuaban la operación de rescate arqueológico, entre 1933 y 1939 en el municipio de Nemi, a orillas del lago, fue construido un enorme museo para albergar las naves y demás hallazgos, llamado Museo de los Barcos Romanos (Museo delle Navi Romane). Las dos naves tenían en buen estado parte del casco y fueron montados en armazones para sostener la estructura y montados en raíles para su traslado.
Sin embargo, las embarcaciones fueron destruidas por un incendio en la noche entre el 31 de mayo y el 1 de junio de 1944. El origen fue provocado por los repetidos bombardeos de la aviación y la artillería de Estados Unidos previos a la retirada durante el día 2 de junio de un destacamento de tropas de la Alemania Nazi atrincherado en Nemi. Un informe oficial presentado en Roma dos meses después del incidente concluyó que el incendio no fue el resultado de bombas lanzadas desde aviones aliados, sino un acto deliberado de vandalismo por parte de soldados alemanes estacionados junto al museo. Según el ayuntamiento de Nemi: En la noche entre el 31 de mayo y el 1 de junio de 1944, las tropas alemanas atrincheradas en Nemi, en la provincia de Roma, prendieron fuego a dos barcos del siglo I d. C., construidas para el emperador romano Calígula. El municipio de Nemi afirma que Alemania debe pagar por ese "gesto consciente de vandalismo".
Un estudio completamente nuevo de Flavio Altamura y Stefano Paolucci (2023) muestra que la única explicación plausible para el incendio es que fue causado por el impacto de proyectiles aliados. Estos al menos cuatro impactos se conocen desde siempre, pero hasta ahora no se han tenido suficientemente en cuenta. Con los resultados de la investigación actual sobre incendios, los autores muestran que la propagación del fuego corresponde indiscutiblemente a estos golpes en el edificio del museo. Testimonios contradictorios y repetidamente alterados de testigos contemporáneos a veces sirvieron para encubrir su propia mala conducta.
Solo algunos objetos construidos en bronce, algunas maderas carbonizadas y algún material almacenado en Roma, sobrevivieron al incendio. 
Se construyeron modelos a escala de un quinto de los barcos en el astillero naval de Nápoles y estos, junto con los artefactos restantes, son los que se pueden visitar en el museo, que fue restaurado y reabierto en 1953 (si bien cerró sus puertas en 1962 y no volvió a abrir definitivamente hasta 1988).

## Proyecto Diana

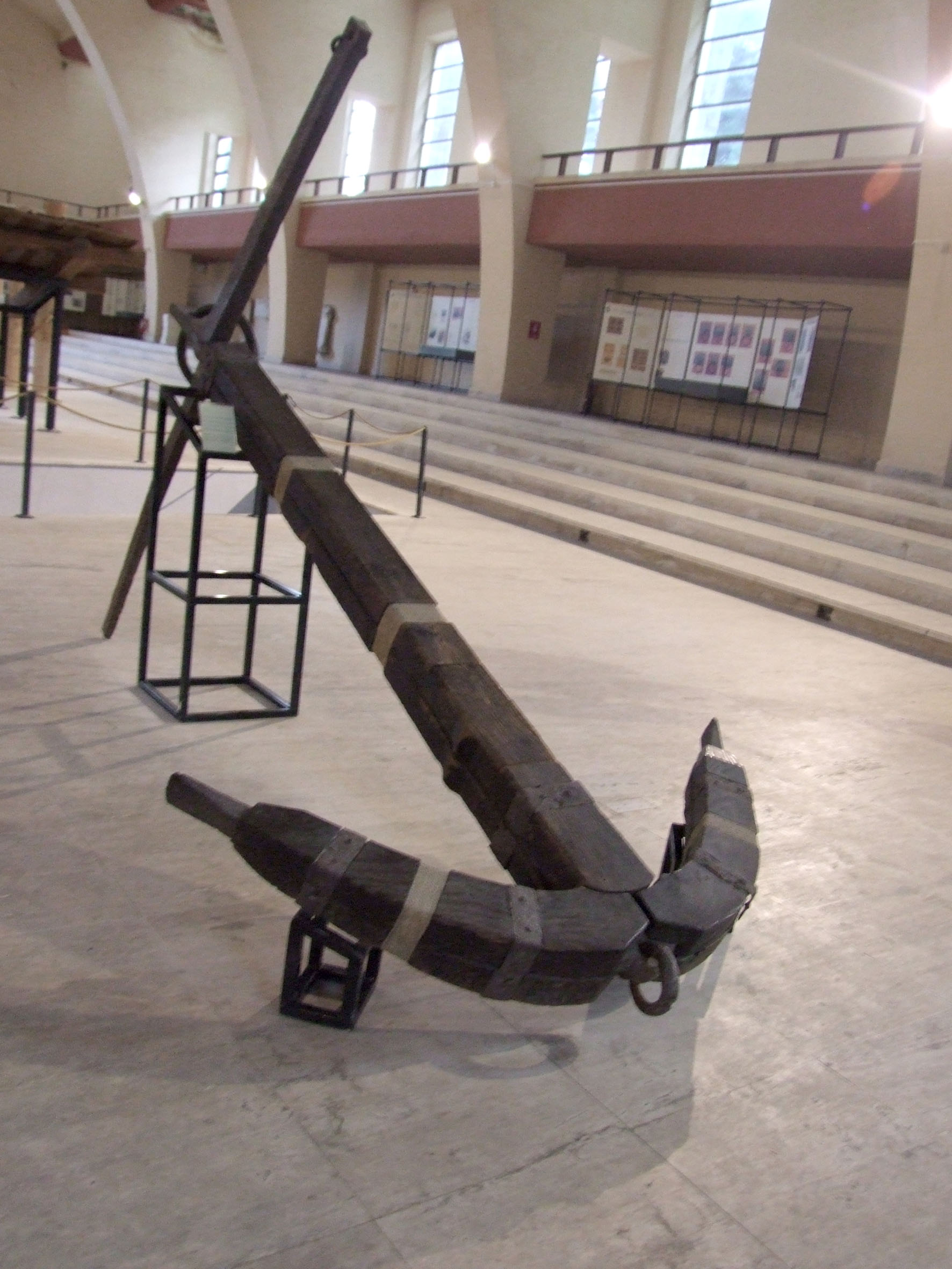
Ancla de uno de los barcos en el museo de Nemi.

El proyecto Diana, propuesto por la asociación Dianae Lacus de Nemi el 23 de marzo de 1994, fue la reconstrucción a escala 1:1 de la primera nave romana (primer barco) del lago Nemi, según la evidencia científica oficial. No hay documentación disponible sobre la forma, tamaño de los edificios y templos construidos en la cubierta. Obtuvo el patrocinio de la Marina Militare que entregó a la asociación documentación oficial, dibujos, estudios, etc., del Ministerio de Medio Ambiente y Asuntos Culturales, la Región del Lacio, la Provincia de Roma, el Parque Regional de los Castelli Romani y la asociación ambiental nacional LegaAmbiente. La réplica de la primera nave, una vez reconstruida, ha permanecido amarrada en el lago frente al museo, donde antes estaban los restos del naufragio. Además de como objeto de museo, sirve para estudios científicos, exposiciones, eventos culturales, conciertos, etc.
Gracias a las fotografías y los dibujos realizados para el reconocimiento de la Marina italiana y los realizados por el arqueólogo G. Gatti sobrevivieron, lo que permitió reconstruir los dos barcos. En 1995, se fundó la Asociación Dianae Lacus (Asociación del Lago de Diana) para preservar la cultura y la historia del área del Lago Nemi. El 18 de julio de 1998, el Ayuntamiento de Nemi votó a favor de la financiación de la construcción del tramo delantero y se iniciaron las obras en los astilleros de Torre del Greco. Esta sección se completó en 2001 con la sección transportada al museo de Nemi donde se construiría el resto de la embarcación. El costo final estimado de la reconstrucción fue de 7,2 millones de euros o unos diez millones de dólares. El 15 de noviembre de 2003, Assimpresa, la segunda mayor confederación de empleadores y empresas de Italia, anunció que patrocinaría el proyecto suministrando toda la madera necesaria. 
No se han realizado comunicados de prensa desde 2004. El sitio web de Dianae Lacus fue suprimido el 1 de octubre de 2011.